# Piñeiro (Mugardos)
Piñeiro (llamada oficialmente San Xoán de Piñeiro) es una parroquia del municipio de Mugardos, en la provincia de La Coruña, Galicia, España.

## Entidades de población
Entidades de población que forman parte de la parroquia:
- Camino Grande (O Camiño Grande)
- Gallada de Piñeiro (A Gallada de Piñeiro)
- A Abeleira
- O Chao do Monte
- A Chousa
- A Estación
- A Fonte
- A Igrexa
- O Lodairo
- Pumido
- A Teupoeira

## Demografía
| Gráfica de evolución demográfica de Piñeiro entre 2000 y 2018 |
|                                                               |
| Población de derecho según el padrón municipal del INE        |